# Poverty Point
Poverty Point, connu pour ses anciens tertres et levées de terre du IIe millénaire av. J.-C., est un site archéologique situé dans le nord-est de la Louisiane, dans le Sud des États-Unis. Il se trouve à environ 25 km de la rive ouest du Mississippi, près du village d’Epps, dans la paroisse de Carroll Ouest. Le nom « Poverty Point » est celui de la plantation sur laquelle fut découvert le site en 1873. Par extension, la culture de Poverty Point désigne la culture archéologique des habitants de cette région, qui se caractérise notamment par l’édification de monticules de terre. Depuis 1962, le lieu est protégé et accueille des visiteurs. Le site de Poverty Point est inscrit au Patrimoine mondial de l'UNESCO depuis 2014.

## Historique
Le site de Poverty Point a été reconnu dès 1873 par l’archéologue américain Samuel Lockett. Des fouilles ont été menées par James Ford et Stuart Neitzel dans les années 1950 pour le compte du Musée américain d'histoire naturelle. Les photographies aériennes ont ensuite permis de mieux comprendre la nature et l’organisation du site. Le site a été en partie endommagé par l'agriculture aux XIXe et XXe siècles. Les fouilles se poursuivent de nos jours.

## Chronologie

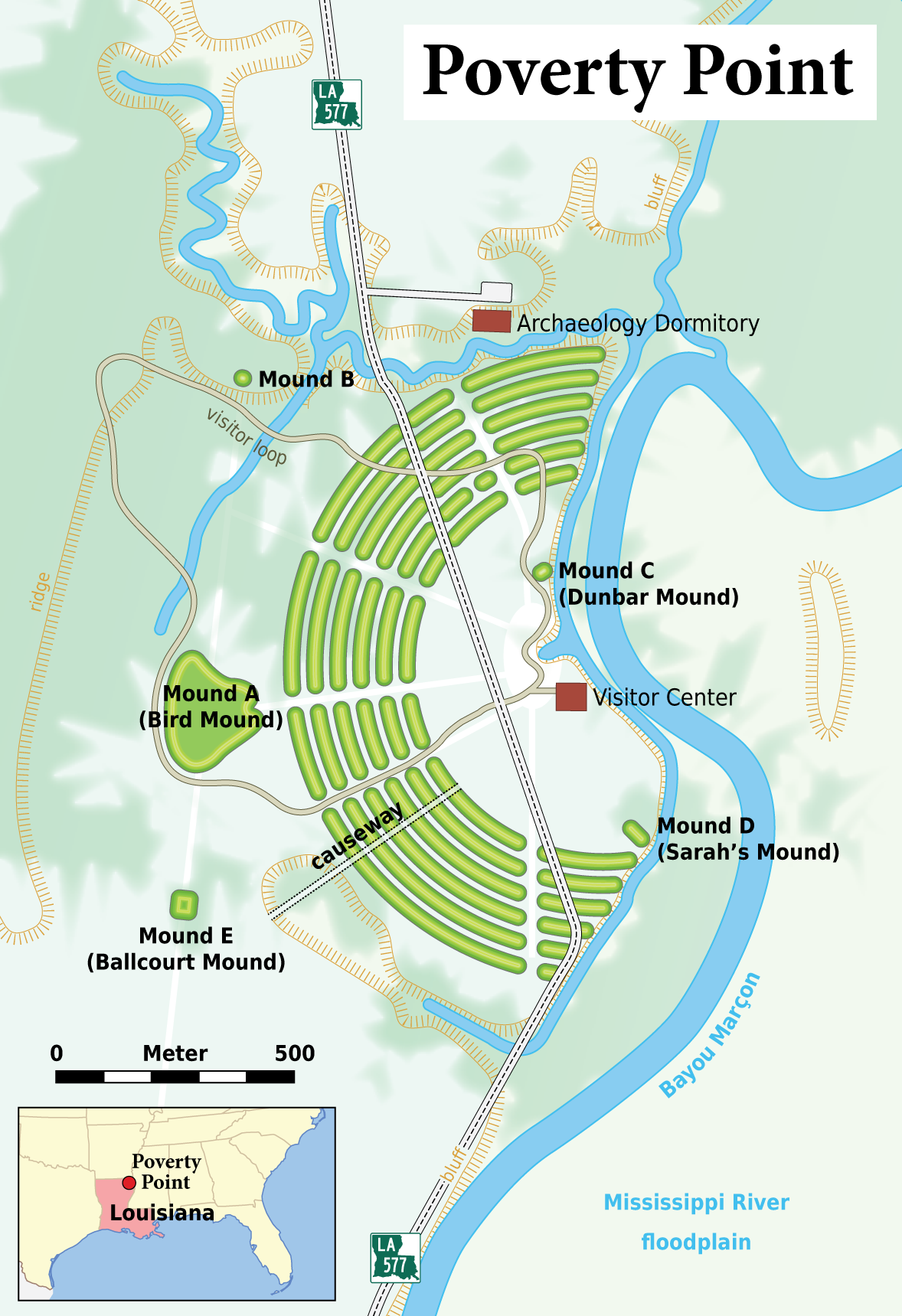
Carte du site archéologique

Le site a été fondé vers le XVIIIe siècle av. J.-C.. La végétation a été brulée afin d’aménager le site vers 1450 - 1250 av. J.-C. selon les datations au carbone 14. Puis le secteur a été recouvert de limon avant que soient édifiés les premiers tertres. Le site a atteint son apogée vers 1000 av. J.-C..
Poverty Point a été abandonné bien avant notre ère, peut-être vers 700 av. J.-C.,.

## Description

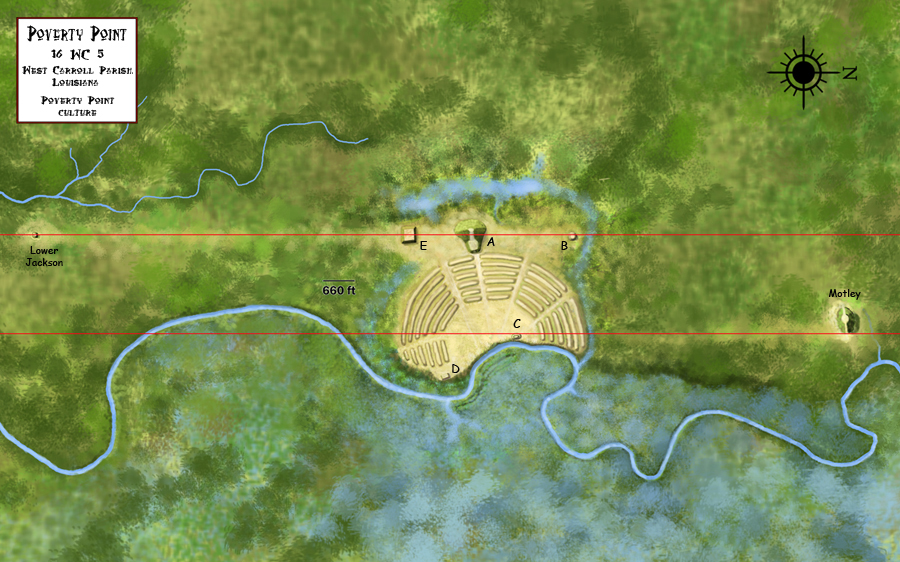
Vue aérienne du site de Poverty Point

Le site archéologique s’étend sur quelque 161,8 hectares. Cependant, les recherches montrent une occupation sur au moins 5 km le long du bayou Marcon, à l’ouest du fleuve Mississippi.
Le centre du site est occupé par un ensemble de six levées de terre concentriques édifiées en demi-cercle qui forment un vaste « C ». En l’état actuel, chaque levée mesure un à deux mètres de hauteur ; elles sont séparées par des intervalles de 43 à 60 mètres. La plus petite a un diamètre de 600 mètres et délimite un espace de 14 hectares qui s’ouvre sur le bayou Marcon. La dernière et la plus grande s’étend sur environ 1,2 km de diamètre.
Le site abrite plusieurs tertres, peut-être sept au total. Le plus grand, appelé « Mound A », se trouve à l’ouest et à l’extérieur des talus. Il mesure 21 mètres de hauteur, 216 mètres de longueur et 195 mètres de largeur, ce qui en fait l’une des plus importantes structures en terre d’Amérique du Nord. Des fouilles récentes tendent à montrer que le Mound A fut aménagé rapidement, peut-être en trois mois. Il représente pourtant un volume total d’environ 238 000 m3 . Vu du ciel, sa forme fait penser à la lettre « T » ou à un oiseau en train de voler, ailes déployées. Il représentait peut-être le centre cosmologique du site.
Un autre tertre a une forme conique et s’élève à 7,5 mètres. Sa plate-forme devait supporter un édifice en bois. Le Lower Jackson Mound se trouve au sud : il est probablement le plus ancien de Poverty Point. Au nord, le Motley Mound mesure 16 mètres de haut.

## Les habitants de Poverty Point

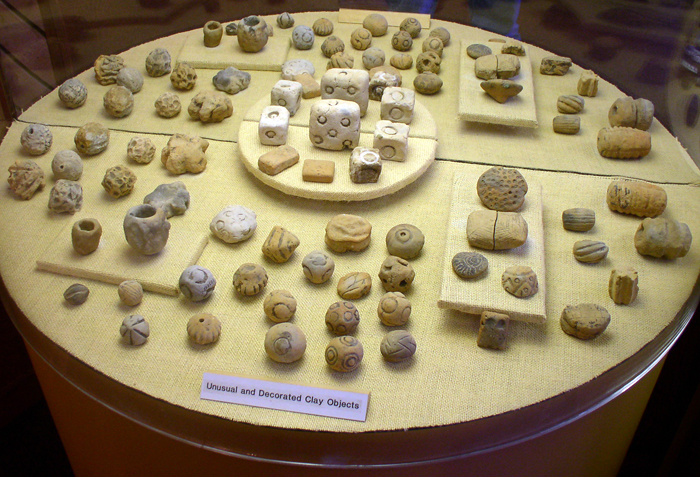
Vestiges en argile trouvés à Poverty Point

Les Amérindiens qui ont occupé le site de Poverty Point étaient des chasseurs-cueilleurs et non des agriculteurs. Ils ont dû déplacer quelque 750 000 à 1 million de mètres cubes de terre pour aménager le site.
Poverty Point était le centre d’un réseau commercial qui s’étendait jusqu’à 1 600 km de distance. Par exemple, les archéologues ont trouvé du cuivre provenant des Grands Lacs, des microlithes et des pointes de flèche des vallées de l’Ohio et du Tennessee, des montagnes Ouachita et Ozark, et de la stéatite des Appalaches. De telles matières premières étaient déjà importées vers 1730 av. J.-C. L’artisanat était développé, comme l’attestent les découvertes de figurines en argile et de bijoux en pierre.
Certains archéologues considèrent que Poverty Point était principalement utilisé comme centre cérémoniel par les Amérindiens, mais n’était pas une ville. Pour eux, il s’agissait d’un lieu de rencontre et de réunions périodiques, plus que d’un établissement permanent. Cependant, divers indices suggèrent que le site était occupé en continu, comme les nombreuses boules d’argile trouvées, qui servaient à chauffer les aliments.

## Protection
Poverty Point a été classé National Historic Landmark par le Département de l'Intérieur des États-Unis le 13 juin 1962,, puis sur le Registre national des lieux historiques le 15 octobre 1966.
Le Poverty Point State Historic Site comprend également un musée où sont exposés les vestiges archéologiques trouvés sur le site. L’État de Louisiane travaille avec le Vicksburg Corps of Engineers afin de limiter l’érosion des tertres et des talus.

## Visites
Le site est ouvert aux visiteurs de 9 heures à 17 heures, sauf à Thanksgiving, Noël et au jour de l'an. Les plus de 62 ans et les moins de 12 ans bénéficient de la gratuité.